# Bułgaria na Zimowych Igrzyskach Olimpijskich 2002
Bułgarię na Zimowych Igrzyskach Olimpijskich 2002 reprezentowało 23 zawodników.

## Zdobyte medale
| Medal  | Zawodnik          | Dyscyplina  | Konkurencja          |
| ------ | ----------------- | ----------- | -------------------- |
| Srebro | Ewgenija Radanowa | Short track | 500 m                |
| Brąz   | Ewgenija Radanowa | Short track | 1500 m               |
| Brąz   | Irina Nikułczina  | Biathlon    | bieg pościgowy na 10 |

## Skład kadry

### Biathlon
Mężczyźni
| Zawodnik       | Konkurencja       | czas biegu | Kary | Pozycja |
| -------------- | ----------------- | ---------- | ---- | ------- |
| Georgi Kasabow | Sprint mężczyzn   | 27:55,8    | 1    | 60.     |
| Georgi Kasabow | Bieg pościgowy    | 40:38,5    | 7    | 56.     |
| Georgi Kasabow | Bieg indywidualny | 59:16,1    | 4    | 65.     |

Kobiety
| Zawodnik                                                             | Konkurencja               | czas biegu | Kary | Pozycja |
| -------------------------------------------------------------------- | ------------------------- | ---------- | ---- | ------- |
| Irina Nikułczina                                                     | Sprint kobiet - 7,5 km    | 21:57,0    | 2    | 11.     |
| Ekaterina Dafowska                                                   | Sprint kobiet - 7,5 km    | 22:17,7    | 2    | 15.     |
| Pawlina Filipowa                                                     | Sprint kobiet - 7,5 km    | 22:20,6    | 1    | 17.     |
| Iwa Karagiozowa                                                      | Sprint kobiet - 7,5 km    | 23:18,0    | 1    | 41.     |
| Irina Nikułczina                                                     | Bieg pościgowy - 10 km    | 31:15,8    | 2    | brąz    |
| Ekaterina Dafowska                                                   | Bieg pościgowy - 10 km    | 32:22,6    | 2    | 10.     |
| Pawlina Filipowa                                                     | Bieg pościgowy - 10 km    | 32:35,1    | 2    | 12.     |
| Ekaterina Dafowska                                                   | Bieg indywidualny - 15 km | 48:15,5    | 1    | 5.      |
| Pawlina Filipowa                                                     | Bieg indywidualny - 15 km | 50:47,5    | 3    | 20.     |
| Iwa Karagiozowa                                                      | Bieg indywidualny - 15 km | 51:59,3    | 2    | 32.     |
| Irina Nikułczina                                                     | Bieg indywidualny - 15 km | 53:16,7    | 6    | 43.     |
| Pawlina Filipowa Irina Nikułczina Iwa Karagiozowa Ekaterina Dafowska | Sztafeta 4 × 7,5 km       | 1:29:25,8  | 0    | 4.      |

### Biegi narciarskie
Mężczyźni
| Zawodnik         | Konkurencja   | czas               | Pozycja            |
| ---------------- | ------------- | ------------------ | ------------------ |
| Iwan Barjakow    | Bieg na 15 km | 45:41,2            | 60.                |
| Sławczo Batnikow | Bieg na 15 km | Nie ukończył biegu | Nie ukończył biegu |
| Iwan Barjakow    | Bieg łączony  | 31:17,1            | 70.                |
| Sławczo Batnikow | Bieg łączony  | 32:12,6            | 72.                |
| Sławczo Batnikow | Sprint        | 3:14,21            | 59.                |
| Iwan Barjakow    | Sprint        | 3:18,97            | 61.                |

### Bobsleje
Mężczyźni
| Osada | Zawodnicy                       | Konkurencja | Ślizg 1 | Ślizg 2 | Ślizg 3 | Ślizg 4 | Łącznie | Pozycja |
| ----- | ------------------------------- | ----------- | ------- | ------- | ------- | ------- | ------- | ------- |
| BUL-I | Mirosław Danow Stefan Wasilijew | Dwójki      | 49,77   | 49,35   | 49,48   | 49,42   | 3:18,02 | 32.     |

### Łyżwiarstwo figurowe
| Zawodnik                       | Konkurencja     | Nota | Pozycja |
| ------------------------------ | --------------- | ---- | ------- |
| Iwan Dinew                     | Soliści         | 20,0 | 13.     |
| Ałbena Denkowa Maksim Stawiski | Tańce na lodzie | 14,0 | 7.      |

### Narciarstwo alpejskie
Mężczyźni
| Zawodnik         | Konkurencja       | Konkurencja       | Konkurencja   | Konkurencja   | Konkurencja                 | Konkurencja                 | Konkurencja                 | Konkurencja                 | Konkurencja                       | Konkurencja                       | Konkurencja                       | Konkurencja                       |
| Zawodnik         | Slalom gigant     | Slalom gigant     | Slalom gigant | Slalom gigant | Slalom specjalny            | Slalom specjalny            | Slalom specjalny            | Slalom specjalny            | Kombinacja                        | Kombinacja                        | Kombinacja                        | Kombinacja                        |
| Zawodnik         | Czas 1. przejazdu | Czas 2. przejazdu | Czas łączny   | Pozycje       | Czas 1. przejazdu           | Czas 2. przejazdu           | Czas łączny                 | Pozycja                     | Zjazd                             | Slalom                            | Łączny czas                       | Pozycja                           |
| ---------------- | ----------------- | ----------------- | ------------- | ------------- | --------------------------- | --------------------------- | --------------------------- | --------------------------- | --------------------------------- | --------------------------------- | --------------------------------- | --------------------------------- |
| Stefan Georgijew | 1:18,01           | 1:15,00           | 2:33,01       | 38.           | Nie ukończył 1-go przejazdu | Nie ukończył 1-go przejazdu | Nie ukończył 1-go przejazdu | Nie ukończył 1-go przejazdu | 1:44,25                           | 1:45,14                           | 3:29,39                           | 16.                               |
| Angeł Pumpałow   |                   |                   |               |               | 53,72                       | 58,21                       | 1:51,93                     | 23.                         | Dyskwalifikacja w biegu zjazdowym | Dyskwalifikacja w biegu zjazdowym | Dyskwalifikacja w biegu zjazdowym | Dyskwalifikacja w biegu zjazdowym |

Kobiety
| Zawodniczka        | Konkurencja       | Konkurencja       | Konkurencja   | Konkurencja   | Konkurencja       | Konkurencja       | Konkurencja      | Konkurencja      |
| Zawodniczka        | Slalom gigant     | Slalom gigant     | Slalom gigant | Slalom gigant | Slalom specjalny  | Slalom specjalny  | Slalom specjalny | Slalom specjalny |
| Zawodniczka        | Czas 1. przejazdu | Czas 2. przejazdu | Czas łączny   | Pozycja       | Czas 1. przejazdu | Czas 2. przejazdu | Czas łączny      | Pozycja          |
| ------------------ | ----------------- | ----------------- | ------------- | ------------- | ----------------- | ----------------- | ---------------- | ---------------- |
| Nadeżda Wasilijewa | 1:22,89           | 1:21,54           | 2:44,43       | 42.           | 59,59             | 59,45             | 1:59,04          | 28.              |

### Short track
Mężczyźni
| Zawodnik           | Konkurencja         | Kwalifikacje | Kwalifikacje | Ćwierćfinał   | Ćwierćfinał   | Półfinał      | Półfinał      | Finał         | Finał   |
| Zawodnik           | Konkurencja         | Czas         | Miejsce      | Czas          | Miejsce       | Czas          | Miejsce       | Czas          | Miejsce |
| ------------------ | ------------------- | ------------ | ------------ | ------------- | ------------- | ------------- | ------------- | ------------- | ------- |
| Mirosław Bojadżiew | Bieg na 500 metrów  | 43,462       | 4.           | Nie awansował | Nie awansował | Nie awansował | Nie awansował | Nie awansował | 25.     |
| Asen Pandow        | Bieg na 500 metrów  | 1:17,124     | 4.           | Nie awansował | Nie awansował | Nie awansował | Nie awansował | Nie awansował | 31.     |
| Kirił Pandow       | Bieg na 1000 metrów | 1:31,842     | 4.           | Nie awansował | Nie awansował | Nie awansował | Nie awansował | Nie awansował | 25.     |
| Mirosław Bojadżiew | Bieg na 1000 metrów | 1:32,421     | 4.           | Nie awansował | Nie awansował | Nie awansował | Nie awansował | Nie awansował | 26.     |
| Mirosław Bojadżiew | Bieg na 1500 metrów | 2:22,082     | 3.           |               |               | 2:23,468      | 4.            | 2:29,307      | 11.     |
| Kirił Pandow       | Bieg na 1500 metrów | 2:27,730     | 5.           |               |               | Nie awansował | Nie awansował | Nie awansował | 27.     |

Kobiety
| Zawodniczka                                                     | Konkurencja          | Kwalifikacje | Kwalifikacje | Ćwierćfinał    | Ćwierćfinał    | Półfinał       | Półfinał       | Finał          | Finał   |
| Zawodniczka                                                     | Konkurencja          | Czas         | Miejsce      | Czas           | Miejsce        | Czas           | Miejsce        | Czas           | Miejsce |
| --------------------------------------------------------------- | -------------------- | ------------ | ------------ | -------------- | -------------- | -------------- | -------------- | -------------- | ------- |
| Ewgenija Radanowa                                               | Bieg na 500 metrów   | 45,195       | 2.           | 44,780         | 1.             | 44,686         | 1.             | 44,252         | srebro  |
| Marina Georgiewa                                                | Bieg na 500 metrów   | 45,916       | 2.           | 46,422         | 4.             | Nie awansowała | Nie awansowała | Nie awansowała | 15.     |
| Ewgenija Radanowa                                               | Bieg na 1000 metrów  | 1:49,496     | 1.           | 1:36,727       | 2.             | 1:35,607       | 4.             | 1:34,702       | 5.      |
| Anna Krystewa                                                   | Bieg na 1000 metrów  | 1:39,195     | 3.           | Nie awansowała | Nie awansowała | Nie awansowała | Nie awansowała | Nie awansowała | 18.     |
| Ewgenija Radanowa                                               | Bieg na 1500 metrów  | 2:32,821     | 1.           |                |                | 2:31,194       | 2.             | 2:31,723       | brąz    |
| Marina Georgiewa                                                | Bieg na 1500 metrów  | 2:33,362     | 4.           |                |                | Nie awansowała | Nie awansowała | Nie awansowała | 18.     |
| Ewgenija Radanowa Marina Georgiewa Anna Krystewa Danieła Właewa | Sztafeta 3000 metrów |              |              |                |                | 4:25,877       | 3.             | 4:20,703       | 6.      |

### Skoki narciarskie
Mężczyźni
| Konkurencja            | Skoczek       | Kwalifikacje | Kwalifikacje | Skok 1                    | Skok 1                    | Skok 2                    | Skok 2                    | Nota                      | Pozycja |
| Konkurencja            | Skoczek       | odległość    | Nota         | odległość                 | Nota                      | odległość                 | Nota                      | Nota                      | Pozycja |
| ---------------------- | ------------- | ------------ | ------------ | ------------------------- | ------------------------- | ------------------------- | ------------------------- | ------------------------- | ------- |
| Skocznia normalna K-90 | Georgi Żarkow | 73,5         | 76,5         | Nie awansował do konkursu | Nie awansował do konkursu | Nie awansował do konkursu | Nie awansował do konkursu | Nie awansował do konkursu | 45.     |
| Skocznia duża K-120    | Georgi Żarkow | 101,0        | 75,3         | Nie awansował do konkursu | Nie awansował do konkursu | Nie awansował do konkursu | Nie awansował do konkursu | Nie awansował do konkursu | 39.     |